# Camponotus fuscivillosus
Camponotus fuscivillosus é uma espécie de inseto do gênero Camponotus, pertencente à família Formicidae.